# Carex nelmesii
Carex nelmesii là một loài thực vật có hoa trong họ Cói. Loài này được H.E.Hess mô tả khoa học đầu tiên năm 1953.